# Cirkelfetblad
Cirkelfetblad (Hylotelephium anacampseros) är en växtart i familjen fetbladsväxter från Europa. Tidigare räknades arten till släktet fetknoppssläktet (Sedum). 

## Synonymer
- Anacampseros anacampseros (L.) Graebn.
- Anacampseros sempervirens Haworth
- Sedum anacampseros L.
- Sedum rotundifolium Lam.